# Psamatunte
Psamatunte (en griego, Ψαμαθοῦς) es el nombre de una antigua ciudad griega de Laconia.
Estrabón la ubica en el golfo de Laconia, entre el cabo Ténaro y la ciudad de Ásine.
Pausanias, por su parte, la sitúa cerca del cabo Ténaro y del puerto de Aquileo, a unos 150 estadios de Teutrone. Dice que en el extremo del cabo Ténaro había un templo en forma de cueva y una estatua de Poseidón ante ella.
Se localiza en el lugar donde se encuentra la población actual de Porto Kayo.